# Sophie Rundle
Pour les articles homonymes, voir Rundle.
Sophie Rundle, née le 21 avril 1988 à High Wycombe, en Angleterre, est une actrice britannique.
Elle est principalement connue pour son rôle d'Ada Shelby dans la série Peaky Blinders (2013-2022) ainsi que pour son interprétation de la propriétaire anglaise et compagne d'Anne Lister, Ann Walker, dans la série Gentleman Jack (depuis 2019).
Elle est apparue dans plusieurs séries télévisées britanniques à succès telles que Enquêtes codées (2012-2014), Jamestown (2017-2019) et Bodyguard (2018).

## Biographie
Sophie Rundle est née le 21 avril 1988 à High Wycombe, en Angleterre, de Michael et Fiona Rundle. Elle a deux frères, James et Henry. Après avoir fait ses études à Bournemouth, elle rejoint la Royal Academy of Dramatic Arts dont elle ressort diplômée en 2011,.

### Vie privée
Sophie Rundle est en couple avec l'acteur britannique Matt Stokoe. Ils se sont rencontrés sur le tournage de la série Jamestown et vivent ensemble dans le sud de Londres. En avril 2021, elle donne naissance à son premier enfant, un garçon, Noah Stokoe.
Ils accueillent leur deuxième enfant, un garçon en juin 2024.
En décembre 2020, l'actrice est hospitalisée après avoir contracté le COVID-19.

## Carrière
Elle fait ses débuts au cinéma dans le film d'horreur britannique Small Town Folk (2007) aux côtés de l'acteur Warwick Davis. Par la suite, elle s'impose davantage à la télévision.
En 2012, elle est à l'affiche de la série dramatique d'ITV, Enquêtes codées, diffusée en France sur France 3 ainsi que de la mini-série historique Titanic. Elle rejoint également la sitcom américano-britannique Episodes et obtient un petit rôle dans le film De grandes espérances du réalisateur Mike Newell.
En 2013, elle décroche le rôle d'Ada Shelby, la sœur cadette des frères Shelby, dans la série dramatique britannique Peaky Blinders, créée par Steven Knight. La série, diffusée en France sur Arte et également disponible sur la plateforme de streaming Netflix, est saluée par la critique et le public,.
En parallèle, l'actrice s'illustre au théâtre dans les pièces The Vortex (2013) ou encore Three Winters (2014).
En 2014, elle rejoint la série Happy Valley et fait une apparition dans la série médicale de la BBC, Call the Midwife. Au cinéma, elle est vue dans le thriller L'Affaire Jessica Fuller.
En 2015, elle retrouve son partenaire de jeu de Peaky Blinders, l'acteur Finn Cole, dans l'adaptation télévisuelle de la pièce de théâtre de John Boynton Priestley, An Inspector Calls (Un inspecteur vous demande).
De 2017 à 2019, elle est à l'affiche de la série de Sky 1, Jamestown.
En 2018, elle joue aux côtés de Richard Madden dans la série thriller Bodyguard et décroche le rôle d'Ann Walker dans la série biographique Gentleman Jack, produite par la BBC One et HBO. La série est bien reçue par la critique.
En 2020, elle est à l'affiche de la série dramatique The Nest ainsi que du film de science-fiction Minuit dans l'univers, réalisé par George Clooney et diffusé sur Netflix. Cette même année, Rundle crée sa société de production, Bone Garden Film, avec son fiancé Matt Stokoe. Le couple est à l'affiche du film Rose: A Love Story, qu'ils ont produit.

## Filmographie

### Cinéma
- 2007 : Small Town Folk de Peter Stanley-Ward : Heather
- 2012 : De grandes espérances (Great Expectations) de Mike Newell : Clara
- 2014 : L'Affaire Jessica Fuller (The Face of an Angel) de Michael Winterbottom : Hannah
- 2020 : Minuit dans l'univers (The Midnight Sky) de George Clooney : Jean Sullivan
- 2020 : Rose de Jennifer Sheridan : Rose
- 2025 : The Immortal Man de Tom Harper : Ada Thorne

### Télévision

#### Séries télévisées
- 2011 : Garrow's Law : Miss Casson
- 2012 : Titanic : Roberta Maioni
- 2012 : Episodes : Labia
- 2012 : Merlin : Sefa
- 2012 - 2014 : Enquêtes codées (The Bletchley Circle) : Lucy
- 2013 : Shetland : Sophie
- 2013 : Talking to the Dead : Fiona Griffiths
- 2013 - 2022 : Peaky Blinders : Ada Thorne, née Shelby
- 2014 : Call the Midwife : Pamela Saint
- 2014 : Happy Valley : Kirsten McAskill
- 2015 : Not Safe for Work : Jenny
- 2015 - 2016 : Dickensian : Honoria Barbary
- 2016 : Good Vibrations (Brief Encounters) : Stephanie "Steph" Kirke
- 2017 - 2019 : Jamestown : Alice Kett
- 2018 : Bodyguard : Vicky Budd
- 2019 : Urban Myths : Diana Spencer
- 2019 - 2022 : Gentleman Jack : Ann Walker
- 2020 : The Nest : Emily
- 2023 : The Diplomat : Laura Simmonds
- 2024 : After the Flood : Joanna Marshall

#### Téléfilms
- 2015 : Un inspecteur vous demande (An Inspector Calls) d'Aisling Walsh : Eva Smith / Daisy Renton / Sarah
- 2019 : Elizabeth is Missing d'Aisling Walsh : Susan "Sukey" Jefford

### Théâtre
- 2013 : The Vortex de Stephen Unwin : Bunty (Rose Theatre)
- 2014 : Three Winters de Howard Davies : Lucia (Royal National Theatre)
- 2016 : Wild Honey de Jonathan Kent : Sofya (Hampstead Theatre)
- 2016 : Stardust de Neil Gaiman : Yvaine (voix, radio)